# HMS Valiant (1807)
HMS Valiant — 74-пушечный линейный корабль 3 ранга Королевского флота, второй корабль, названный Valiant.

## Постройка
Один из двух кораблей, построенных по образцу захваченного французского Invincible. Заказан 21 мая 1757. Спущен на воду 10 августа 1759 года на частной верфи в Блэкуолл, Лондон. 

## Служба
Участвовал в Наполеоновских войнах.
1807 год — был при Копенгагене.
1809 год — бой на Баскском рейде.
17 июня 1813 года HMS Valiant, совместно с HMS Acasta, встретил HMS Wasp, который гнался за американским бригом у мыса Сейбл. Британские корабли продолжали погоню еще 100 миль, прежде чем удалось захватить бриг. Им оказался бриг Porcupine с приватирским патентом, водоизмещением свыше 300-тонн, следовавший с ценным грузом из Байонны в Бостон. Капитан Valiant Роберт Дадли Оливер (англ. Robert Dudley Oliver) описал Porcupine так: "всего восемь месяцев как построен, и необыкновенно быстр на ходу". После захвата корабль HMS Wasp, отбивший приз, взятый приватиром Young Teazer, отделился в поисках приватира.
HMS Valiant разобран в 1823 году.